# Polybotes

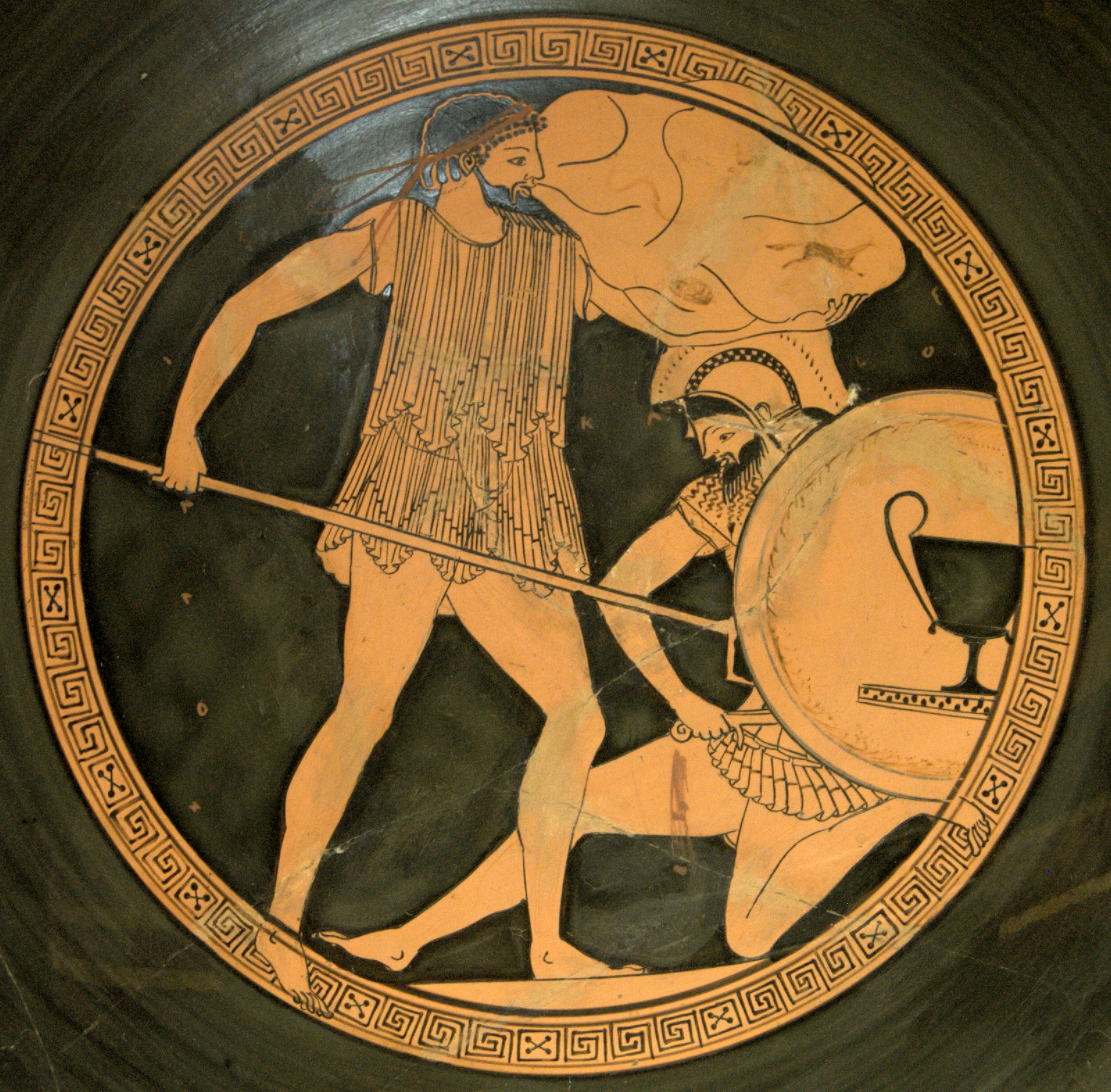
Poseidon (links) met een drietand in de hand en met het eiland Nisyros op zijn schouder, in gevecht met een gigant (vermoedelijk Polybotes) (roodfigurige schaal, ca. 500-450 v.Chr., Cabinet des Médailles 573).

Polybotes (Oudgrieks: Πολυβώτης; letterlijk "velen-voedende") was een gigant voortgekomen uit Gaia en Ouranos, bedoeld om de vloek van Poseidon, de zeegod, te zijn. Een variant zegt dat Gaia hem en de andere giganten met Tartaros kreeg.
Hij werd tijdens de oorlog van de goden met de giganten door Poseidon achtervolgd tot bij Kos, waar deze laatste met zijn drietand een stuk van het eiland Kos zou hebben afgebroken om op Polybotes te smijten. Dit vormde het eiland Nisyros
In de boeken van Rick Riordan heeft de gigant drakenpoten in plaats van benen, en uit zijn haar kon hij basilisken, zuur/vuur spuwende slangen, schudden. Als wapen zou hij een drietand en een verzwaard net hebben gehad, en bij elke aanraking met water het water in gif hebben kunnen veranderen. Van dit alles worden in de antieke bronnen evenwel geen melding gemaakt.

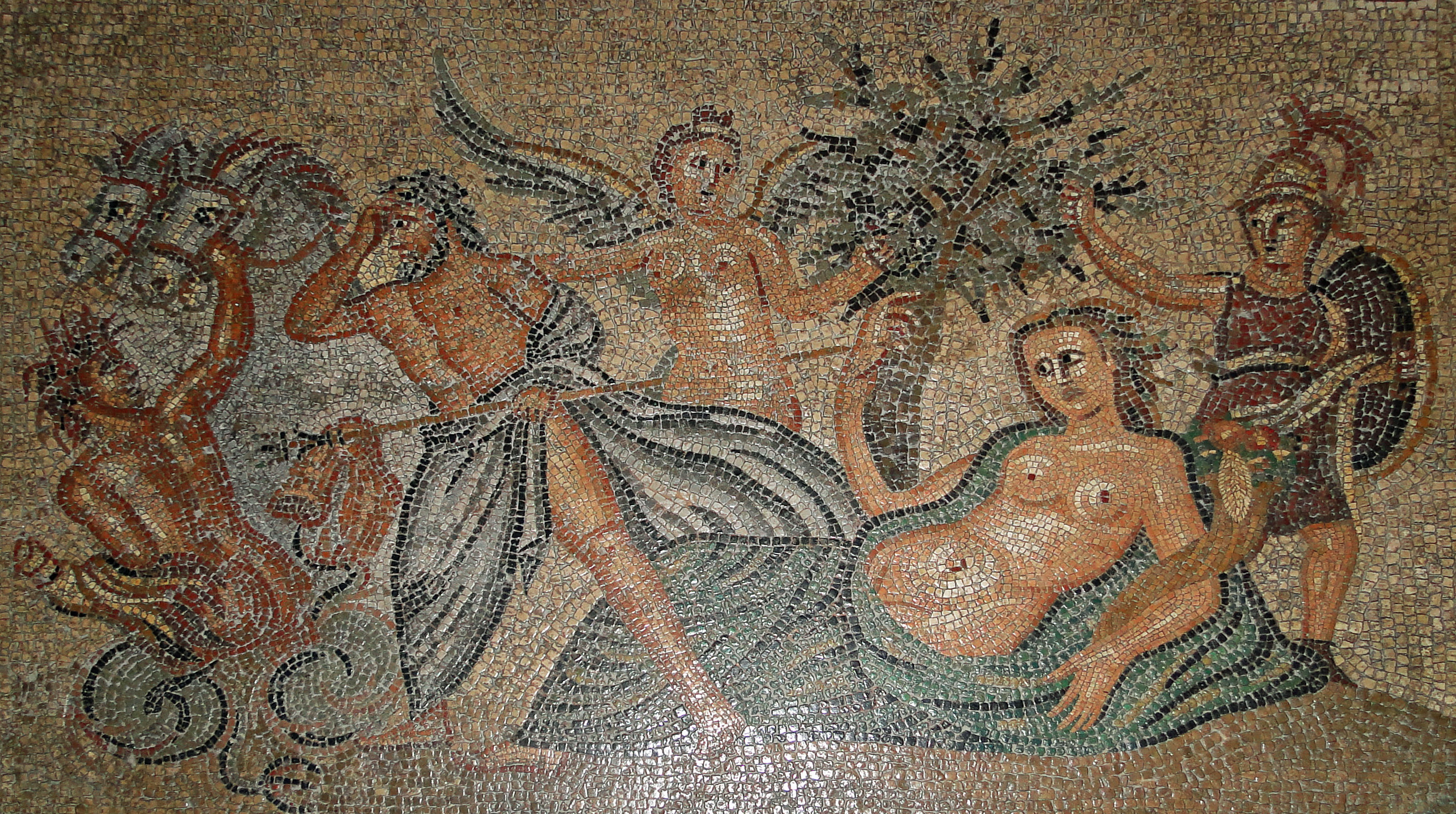
Mozaïek van Poseidon en Polybotes in het Grootmeesterspaleis (Rhodos)